# Sext Quintili Màxim
Sext Quintili Màxim (en llatí Sextus Quintilius Maximus) va ser un magistrat romà del segle ii. Formava part de la gens Quintília, una de les més antigues gens romanes.
Va ser cònsol el 151 junt amb el seu germà Sext Quintili Condià (Sextus Quintilius Condianus). Els dos germans destacaven pel seu afecte mutu, pel bon caràcter, per la seva habilitat militar i per la seva riquesa. Després del consolat, van governar junts la província d'Acaia i més tard la de Pannònia. Van escriure conjuntament una carta a Marc Aureli a la que l'emperador va respondre. Fins i tot van escriure un llibre junts, sobre agricultura que és citat amb freqüència a la Geopònica. Inseparables en vida, van ser executats junts per ordre de Còmmode, no per cap delicte, sinó perquè deien que se sentien malament amb el govern i volien un canvi a favor del poble. Un fill seu, Sext Condià, es va escapar d'aquesta sort perquè era a Síria i va fer una fugida llegendària relatada per Dió Cassi, però poc creïble.